# Corbeta Chacabuco (1°)
La corbeta Chacabuco fue un velero de 450 toneladas construido en Boston, Estados Unidos, para armadores privados bajo el nombre inicial de Santa Rosa y luego de Coquimbo. Adquirida por el gobierno de Chile en julio de 1818 que la armó con 20 cañones y la tripuló con 150 hombres.
Participó en la Primera Escuadra Nacional capturando en octubre de 1818 tres transportes de un convoy español que viajaba desde Cádiz a El Callao. Participó en la primera campaña al Perú del almirante Thomas Cochrane, capturando a la goleta Moctezuma.
En 1826 fue dada de baja y posteriormente vendida al gobierno argentino.

## Características
La corbeta Coquimbo, ex-Santa Rosa, de 450 toneladas construida en Boston, Estados Unidos. arribó a Valparaíso el 23 de mayo de 1818 fue armada con 20 cañones y 150 tripulantes.

## Historia

### Al servicio de armadores privados
La corbeta arribó a Valparaíso procedente de Coquimbo el 23 de mayo de 1818. Había sido adquirida por armadores privados para emplearla como corsario, pero desistieron y la ofrecieron al gobierno de Chile que estaba en la etapa de formar una Escuadra.

### Al servicio de Chile
Fue comprada el 14 de julio de 1818 por los comerciantes de Valparaíso y el gobierno de Chile en $30.000. Se le llamó Chacabuco y se puso bajo el mando del capitán español al servicio de Chile Francisco Díaz. Se le armó con 20 cañones y se tripuló con 150 hombres.
Se incorporó a la Primera Escuadra Nacional del capitán Manuel Blanco Encalada, zarpando el 10 de octubre de 1818 hacia el sur a interceptar un convoy español que había zarpado de Cádiz el 21 de mayo de 1818 compuesto por 11 transportes con soldados destinados a impedir la independencia de Chile. Los transportes venían escoltados por la fragata Reina María Isabel.
No participó en la toma de la fragata, hecho ocurrido el 30 de octubre de 1818, porque en la noche del 14 de octubre se separó de la Escuadra debido a un fuerte viento. El 5 de noviembre recibió la orden de interceptar a los transportes rezagados del convoy, tarea que cumplió el 18 de noviembre a la altura de la isla Mocha, capturando a los transportes Jerezana, Carlota y Rosalía.
Posteriormente el capitán Diaz fue reemplazado en el mando de la corbeta por Thomas Carter. Al tomar el mando de la Escuadra el almirante Thomas Cochrane, la Chacabuco participó en la primera campaña al Perú. En esta campaña, enero de 1819, Carter sofocó un amotinamiento que terminó con el fusilamiento de 4 cabecillas y frente a El Callao capturó la goleta Moctezuma, que traía armas y municiones para los realistas desde Río de Janeiro.
En agosto de 1820 al zarpe de la Expedición Libertadora del Perú, permaneció en Valparaíso como buque enlace y protección del puerto.
En 1826 por motivos de economía se decidió el desarme de la Escuadra y la venta de 3 de sus naves a la República Argentina que había entrado en guerra con el imperio del Brasil, entre ellas estaba la Chacabuco bajo el mando del teniente 1° Santiago Jorge Bynnon.